# Richard Hüttig (Widerstandskämpfer)

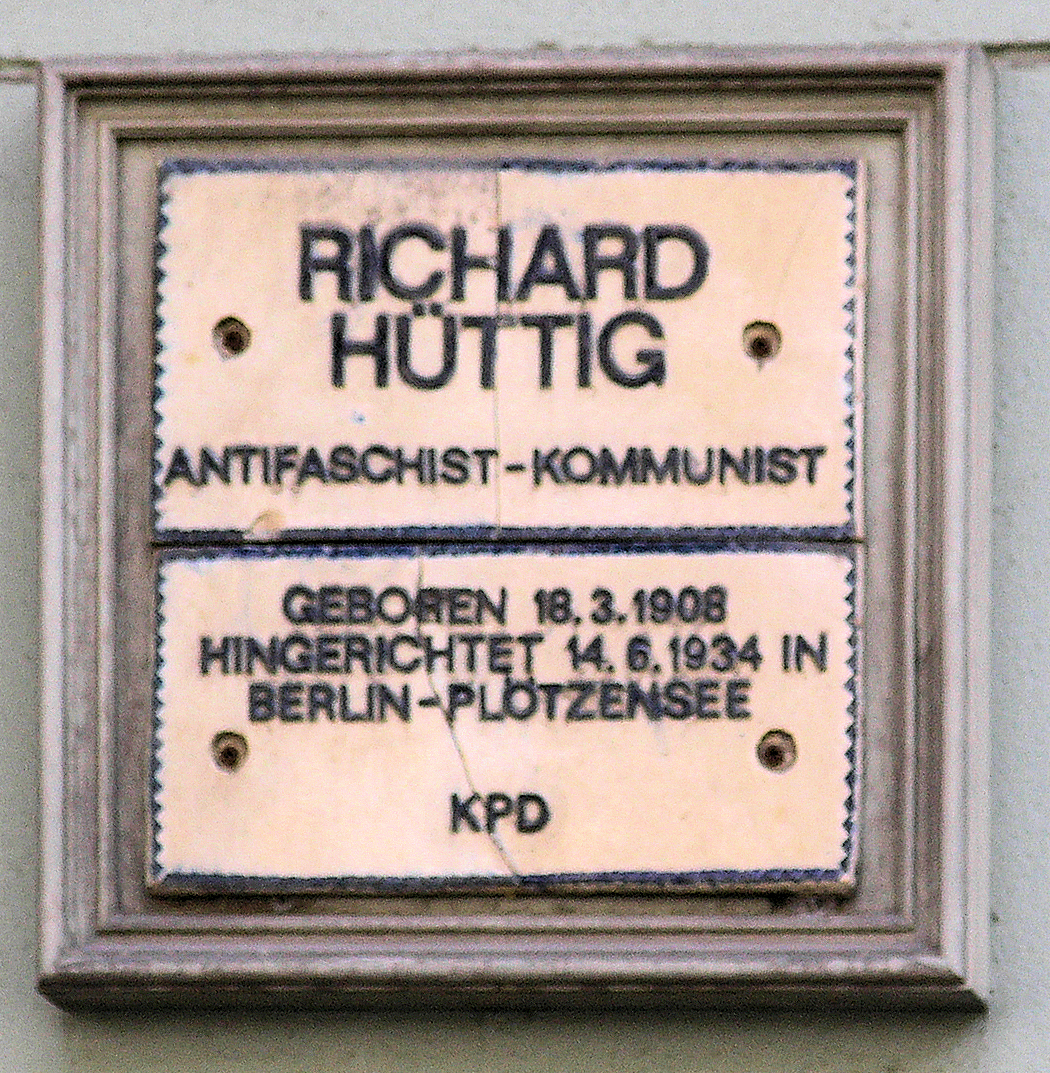
Gedenktafel am Haus Seelingstraße 21 in Berlin-Charlottenburg

Richard Hüttig (* 18. März 1908 in Bottendorf; † 14. Juni 1934 in Berlin-Plötzensee) war ein antifaschistischer Widerstandskämpfer und eines der ersten im Strafgefängnis Plötzensee hingerichteten Opfer der nationalsozialistischen Gewaltherrschaft.

## Leben
Hüttig kam im Alter von etwa 17 Jahren aus der Provinz Sachsen nach Berlin; er wohnte und arbeitete in Charlottenburg. Er war Mitglied der Roten Jungfront, der Jugendorganisation des Rotfrontkämpferbunds, und der KPD und leitete die Häuserschutzstaffel Lange, die sich regelmäßig in der Gaststätte Titz in der Nehringstraße 4a traf. 1933 wurde er beschuldigt, den SS-Scharführer Kurt von der Ahé erschossen zu haben. Hüttig tauchte kurzfristig unter, wurde aber bei einer Razzia gefasst und nach Inhaftierung und Misshandlung im Gestapo-Gefängnis am Columbiadamm, dem späteren KZ Columbiahaus, vor ein Sondergericht gestellt.
Obwohl dem unbewaffneten Hüttig die Tat selbst nach Auffassung des Gerichts nicht nachzuweisen war, wurde er am 16. Februar 1934 wegen schweren Landfriedensbruchs und versuchten Mordes zum Tode verurteilt und am 14. Juni 1934 mit einem Handbeil unter freiem Himmel enthauptet.

## Ehrungen

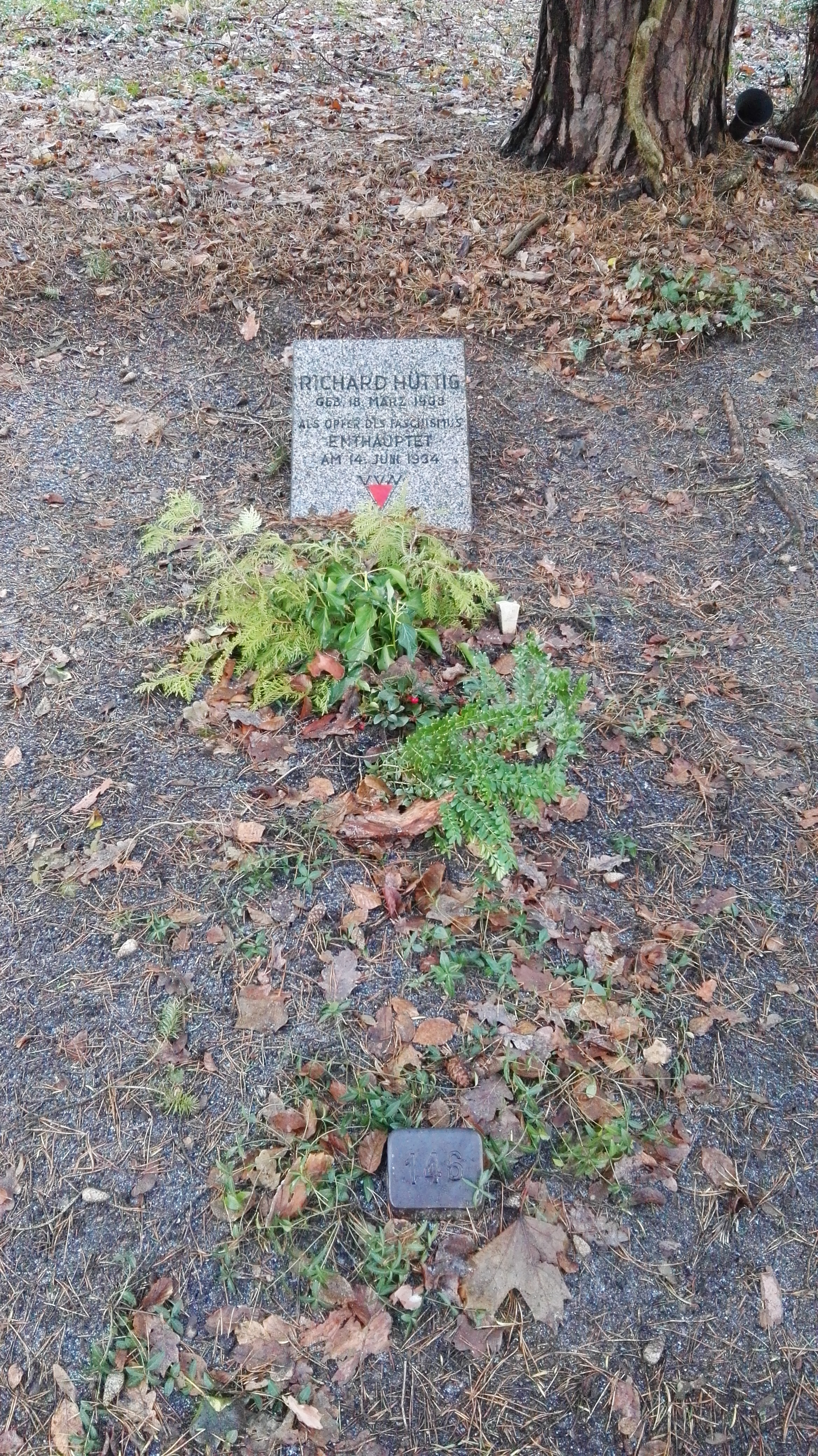
Grabstätte

- Eine Gedenktafel befindet sich an seinem früheren Wohnhaus in der Seelingstraße 21 (damals Potsdamer Straße 38) im  Klausenerplatz-Kiez.
- An Richard Hüttig erinnert seit 1950 der zur Hinrichtungsstätte Plötzensee führende Hüttigpfad, ebenfalls im damaligen Verwaltungsbezirk Charlottenburg.[2] Nach Rückbau der Verkehrsführung ist dieser kein Straßenland mehr, trägt jedoch weiterhin die Benennung, die als erste Widmung in Charlottenburg-Nord vorgenommen wurde.
- Sein Grab befindet sich auf dem Südwestkirchhof Stahnsdorf, Block Charlottenburg, Feld 9, 146.
- In Roßleben, wohin sein Heimatort Bottendorf eingemeindet wurde, ist der Richard-Hüttig-Platz nach ihm benannt.
- Am 8. April 2011 wurde am Haus der Jugend Charlottenburg in der Zillestraße 54 eine Gedenktafel für 71 Charlottenburger Gegner des Nationalsozialismus enthüllt, die auch den Namen Hüttigs enthält.[3]